# Galaxy Zoo
Galaxy Zoo ist ein Citizen-Science-Online-Astronomie-Projekt, welches Mitglieder dazu einlädt, Millionen von Galaxien persönlich von Hand zu klassifizieren.
Das Projekt wurde inspiriert von Stardust@home, in welchem die Öffentlichkeit von der NASA gebeten wurde, Bilder von einer Mission zu einem Kometen zu durchsuchen. Galaxy Zoo war eine Kooperation zwischen den Universitäten von Oxford und Portsmouth sowie der Johns Hopkins University in Baltimore und Fingerprint Digital Media in Belfast.

## Ziel
Galaxy-Zoo-Mitglieder sollten Galaxien in verschiedene Kategorien einteilen: elliptisch oder Spirale.
Im Falle einer Spiralgalaxie kann zwischen Rotation im Uhrzeigersinn und gegen den Uhrzeigersinn unterschieden werden.
Astronomisches Wissen war nicht nötig zur Klassifikation. Im Tutorial wurden den Freiwilligen die Unterschiede der Galaxietypen erklärt, und sie konnten sich an Beispielbildern versuchen. Die Richtigkeit ihrer Klassifikation konnten sie nachher überprüfen. Es kam vor, dass Bilder von Meteoritenschweifen als kontrastfarbige Geraden im Bild auftauchten oder Bilder eines einzelnen, großen, farbigen Sterns zu sehen waren.
Die Bilder der Galaxien wurden vom Sloan Digital Sky Survey mittels einer Digitalkamera, welche auf ein Teleskop montiert wurde, automatisch aufgenommen. Dieses Teleskop steht am Apache Point Observatory in New Mexico, USA.
Man erhoffte sich, dass die öffentliche Klassifikation wertvolle Informationen über die Verteilung verschiedener Arten von Galaxien erbringt. Dies böte Wissenschaftlern die Möglichkeit, aktuelle Galaxienmodelle zu überprüfen und zu erweitern.
Theoretiker glauben, dass Spiralgalaxien sich zu elliptischen Galaxien vereinigen können. Ebenso können elliptische Galaxien zu Spiralgalaxien werden, wenn sie mehr Gas oder Sterne zugefügt bekommen.
Zusätzlich ist die Rotation von Spiralgalaxien laut Professor Michael Longo von der Universität Michigan nicht zufällig, wie man auf Anhieb annehmen könnte. Diese Vermutung basiert auf einer Auswertung von 1660 Galaxien und ist somit noch nicht bewiesen. Dazu wären mehr Galaxien nötig.

## Bedeutung der Freiwilligen
Es hatte sich herausgestellt, dass Computerprogramme nicht zuverlässig in der Lage waren, Galaxien automatisch zu klassifizieren. Laut dem Galaxy-Zoo-Teammitglied Kevin Schawinski sei das menschliche Gehirn sehr viel leistungsfähiger als ein Computerprogramm „in diesem Bereich der Mustererkennung“.
Ohne menschliche Freiwillige hätten die Forscher Jahre benötigt, um die Fotografien zu bearbeiten. Es wird geschätzt, dass mit ca. 10.000 bis 20.000 Freiwilligen der Prozess auf ca. 1 Monat verkürzt werden kann.

## Bisher ungesehene Bilder
Chris Lintott, ein weiteres Galaxy-Zoo-Mitglied, kommentierte: „Ein Vorteil ist, dass du Bilder von Bereichen des Universums siehst, die nie jemand zuvor gesehen hat. Diese Bilder wurden automatisch aufgenommen und verarbeitet, also ist die erste Galaxie, die man sieht, wenn man sich einloggt, eine, die niemand sonst je gesehen hat.“ Dies wurde von Schawinski bestätigt.

## Fortschritt
Einem Galaxy-Zoo-Newsletter vom 2. August 2007 war zu entnehmen, dass ca. 80.000 Freiwillige mehr als 10 Millionen Bilder klassifiziert hatten, was das Ziel der ersten Phase des Projekts weit übertraf.
Ein weiteres Ziel war es, „jede Galaxie von mindestens 20 verschiedenen Benutzern klassifizieren zu lassen“. Wichtig war eine multiple Klassifikation deshalb, weil sie erlaubte, eine zuverlässige Datenbank zu erstellen, welche die hohen Standards der wissenschaftlichen Gemeinschaft erfüllte. Zum ersten Mal war man damit in der Lage, nicht nur Spiral- von Ellipsengalaxien zu unterscheiden, sondern auch Spiralgalaxien von undeutlicheren und unschärferen Dingen.
Die finalen Datensätze beinhalteten 34.617.406 Klicks, die von insgesamt 82.931 Benutzern (mittlerweile laut Blog 368.269, Stand Januar 2011) stammten.
Ein überraschendes Ergebnis war, dass mehr als die Hälfte der Galaxien als gegen den Uhrzeigersinn rotierend klassifiziert wurde. Wegen der zufälligen Orientierung der Galaxien im Raum sollten die Rotationsrichtungen aber gleich häufig sein. Daraufhin sollte, indem Bilder in schwarz-weiß oder spiegelverkehrt präsentiert wurden, eine psychologische Ursache für eine bevorzugte Klassifizierung der Drehrichtung ausgeschlossen werden. Es zeigte sich aber, dass eben das die Ursache war.
Galaxy Zoo betreibt ein Forum, in dem Benutzer ihre auffälligsten Bilder posten können.

## Inoffizielle Resultate und Vermutungen
Ringgalaxien scheinen deutlich häufiger vorzukommen als bisher angenommen. Nur zwei bisher bekannte Galaxien wurden als „dreibeinig“ eingestuft, das heißt mit drei Spiralarmen. Bei Galaxy Zoo wurden deutlich mehr gefunden. Auch Bilder von sich vereinigenden oder auf andere Weise interagierenden Galaxien sind klassifiziert worden.
Außerdem existiert ein „wissenschaftlicher Blog“, eine offizielle Zusammenfassung der bisherigen Galaxy-Zoo-Ergebnisse.

## Resultate
Das aufsehenerregendste Einzelobjekt, welches bisher im Rahmen von Galaxy Zoo entdeckt wurde, ist ein blaugrünes Objekt, Hanny’s Voorwerp („Hannys Objekt“) genannt, dessen Natur erst nach weiteren Forschungen mit dem Hubble Space Telescope entschlüsselt werden konnte. Das Leuchten von Hannys Voorwerp ist durch frühere aktive Phasen der Nachbargalaxie zu erklären. Eine wissenschaftliche Abhandlung erschien über Hanny's Voorwerp in Monthly Notices of the Royal Astronomical Society. Hanny van Arkel, die Entdeckerin von „Hannys Objekt“, ist Co-Autorin dieses Werks. Inzwischen wurden weitere „Voorwerpjes“ (kleine Objekte) auf Galaxy Zoo entdeckt. Ein Bild mit verschiedenen Voorwerpjes erschien als Astronomy Picture of the Day.
Die „Publikationen“-Seite von Zooniverse listet 64 wissenschaftliche Abhandlungen für Galaxy Zoo und 8 wissenschaftliche Abhandlungen für Radio Galaxy Zoo, welches mit Galaxy Zoo verwandt ist (stand Januar 2020). Dazu gehört ein neuer Typ von kompakten Starburstgalaxien, genannt Green Peas („grüne Erbsen“), die von einer Gruppe von Galaxy Zoo Freiwilligen gesammelt wurden. Diese Gruppe nannten sich die Pea Corps, eine Anlehnung an die Peace Corps (Friedenscorps der USA).

## Galaxy Zoo 2
Nachdem Galaxy Zoo abgeschlossen wurde, startete nach einem längeren Betatest am 17. Februar 2009 „Galaxy Zoo 2“.
Galaxy Zoo 2 ging bei der Klassifizierung einen Schritt weiter. 250.000 der hellsten Galaxien sind in diesem Projekt enthalten, welche nach Form, Anzahl der Spiralarme, Aussehen des Zentrums (Balken oder nicht, Zentrum leuchtet fast gar nicht bis übermäßig stark) und anderen Merkmalen klassifiziert werden. Zudem gibt es eine Möglichkeit, „Seltsamkeiten“ im Bild zu markieren. Außerdem enthält dieses Projekt weniger qualitativ schlechte Fotos.
Nachdem auch Galaxy Zoo 2 abgeschlossen wurde, startete Galaxy Zoo Hubble, mit Bildern vom Hubble-Weltraumteleskop. Ab diesem Zeitpunkt wurden immer weitere Projekte über die Zooniverse-Familie veröffentlicht.

## Zooniverse
Zooniverse ist ein Citizen-Science-Portal, das aus dem originalen Galaxy-Zoo-Projekt entstand. Es enthält mehrere Projekte, die den Benutzern erlauben, selbständig an wissenschaftlichen Projekten wie Astronomie oder Klimatologie teilzunehmen. Im Gegensatz zu anderen Internet-basierenden wissenschaftlichen Projekten wie SETI@home, das die freie Computerrechenleistung nutzt, um Daten zu analysieren, verwendet das Zooniverse-Projekt die aktive Beteiligung von echten Menschen, um Forschungen abzuschließen. Am 4. Januar 2020 bestand die Community aus etwa 1,9 Millionen registrierten Freiwilligen mit 455 Millionen Klassifikationen.

## Projekte
Auf der Zooniverse-Website sind derzeit etwa 100 Projekte aktiv (stand Januar 2020). Darunter aus dem Themenbereich Biologie, Astronomie, Sprachen, Natur und Kunst. Die einzelnen Projekte können von einer wissenschaftlichen Gruppe in „Organisationen“ eingeteilt werden. So gibt es die Organisation Notes from Nature, unterstützt von der National Science Foundation. Diese Organisation lässt vor allem Texte von naturhistorischen Museen transkribieren. Neben Universitäten und anderen Forschungseinrichtungen betreiben auch international bekannte Organisationen Zooniverse Projekte. So finanziert die NASA das Projekt Backyard Worlds: Planet 9, das bis 2020 finanziert ist. Das Projekt sucht nach Braunen Zwergen und nach dem hypothetischen Planet Neun. Die ESA beteiligt sich an dem Projekt Hubble Asteroid Hunter, das Bilder vom Hubble-Weltraumteleskop benutzt um nach Asteroiden zu suchen.
Zooniverse versucht das Big-Data-Problem, also die Verarbeitung von großen Datenmengen, mithilfe von Klassifikationen von Freiwilligen zu lösen. Umweltprojekte produzieren jährlich hunderte von Terabytes an Daten. Genauso wird das Vera C. Rubin Observatorium (LSST) 30 Terabytes an Daten pro Nacht produzieren. Diese Datenmengen lassen sich manuell nicht überprüfen. Die Freiwilligen werden nur einen Teil der Daten klassifizieren, welche dann einen maschinen-gelernten Algorithmus trainieren. Dieser Algorithmus wird die Daten später selbständig klassifizieren und gleichzeitig wird der Algorithmus durch weitere Klassifikationen von Freiwilligen auf Zooniverse verbessert.
(zum Teil inaktive) Projekte:
| Projekte              | Beschreibung |
| --------------------- | --- |
| Euclid Galaxy Zoo     | Am 1. August 2024 startete das Projekt zur Klassifizierung von Galaxien auf Aufnahmen des Euclid-Weltraumteleskops. |
| Galaxy Zoo Hubble     | Die letzte Verkörperung vom original Galaxy Zoo Projekt. Es beinhaltet die Klassifizierung von hunderten von tausenden Galaxien des Nasa Weltraumteleskopes. Das Projekt beinhalten Galaxien unterschiedlichster Art, von elliptischen Galaxien, Spiralgalaxien bis hin zu irregulären Galaxien.                                                                                 |
| Galaxy Zoo Mergers    | Mit der Analyse von Verschmelzungen riesiger Galaxien soll mehr über die Wechselwirkung zwischen Galaxien herausgefunden werden. (Nicht mehr aktiv oder in ein anderes Projekt integriert.) |
| Galaxy Zoo Supernovae | Beschäftigt sich mit der Suche nach Supernovae. (Nicht mehr aktiv oder in ein anderes Projekt integriert.) |
| Moon Zoo              | Hochauflösende Bilder der Mondoberfläche, welche vom Lunar Reconnaissance Orbiter bereitgestellt werden, werden von Freiwilligen durchgesehen um Krater und andere Besonderheiten zu markieren. |
| Old Weather           | Die Benutzer verwenden ein spezielles Interface um alte Wetterdaten von Kriegsschiffen aus dem Ersten Weltkrieg zu digitalisieren. Die Informationen werden verwendet um Klimamodelle zu verbessern. |
| Solar Stormwatch      | Das Projekte verwendet Daten von den 2 Zwillingsraumsonden STEREO, um die Entstehen und Entwicklung von Sonnenstürmen aufzuzeichnen bzw. deren Ankunft auf der Erde vorauszuberechnen. |
| Planet Hunters        | Daten des Kepler Weltraumteleskops werden verwendet um extrasolare Planeten zu finden. |
| The Milky Way Project | Das Projekt beschäftigt sich mit dem Erkennen von Blasen, welche die Geburtsstätten junger Sterne sein sollen. Das Projekt verwendet Infrarotaufnahmen des Spitzer-Teleskopes. |
| Ice Hunters           | Identifizierung von Objekten aus dem Kuipergürtel, sogenannten (KBOs) für die potenziellen zukünftigen Ziele der Raumsonde New Horizons. Es können auch variable Sterne und Asteroiden entdeckt bzw. markiert werden. Die Helfer dieses Projekts blicken auf die Subtraktion von zwei Bildern desselben Himmelsabschnitts, um die Objekte als weiße Punkte im Bild zu markieren. |
| Ancient Lives         | Digitalisierung von Oxyrhynchus Papyri |
| Whale                 | Analyse von Klängen der Wale, um deren Sprache zu erforschen |
| Seafloor Explorer     | Analyse von Species auf Seebodenfotos zur Erstellung einer Datenbank der Arten und Lebensräume entlang der Nordostküste |
| Bat Detective         | Klassifizierung von Fledermausrufen |
| Cell Slider           | Zusammenarbeit mit Cancer Research UK zur Klassifizierung von Krebszellen |
| Cyclone Center        | Klassifizierung von Tropischen Stürmen |
| Notes from Nature     | Digitalisierung der Klassifizierung von Pflanzen und Insekten. |
| Spacewarps            | Identifizierung von Galaxien, die als Gravitationslinsen dienen. |